# 刘智民
刘智民（1927年—2017年12月26日），山东荣成人，中国人民解放军将领、中国人民解放军中将。

## 生平
1941年11月参加革命，1943年10月加入中国共产党，此后在东海军分区独立团、胶东军区第五师服役。第二次国共内战期间，先后在辽东军区直属第二支队、东北民主联军第四纵队，期间参加辽沈战役中著名的塔山阻击战；后担任东北野战军第41军、广西军区任职。
中华人民共和国成立后，先后在原中南军区政治部组织部、广州军区政治部组织部任职，后出任第41军123师政治部主任，师副政委，师政委。1955年，被授予少校军衔，三级独立自由勋章和三级解放勋章。1958年晋升为中校军衔，1964年2月晋升为上校军衔。1969年8月，出任第41军政治部主任，后改任军副政委兼政治部主任。1972年11月，刘智民调任原总政治部干部部副部长，1980年7月任原广州军区后勤部副政委，1983年3月任广州军区后勤部政委（正军职），1988年8月，晋升为中将军衔。1993年6月离休。2017年12月26日在广州逝世，享年90岁。